# 자이젠 게이이치
자이젠 게이이치(일본어: 財前 恵一, 1968년 6월 17일 ~ )는 일본의 축구 선수이다.

## 구단 경력
1987년 일본 사커 리그의 닛산 자동차(요코하마 마리노스)에 입단했다. 1988-89년과 1989-90년 2번의 일본 사커 리그 우승을 차지했다. 1994년 재팬 풋볼 리그의 가시와 레이솔로 임대 이적했다. 1995년 요코하마 마리노스로 복귀했다. 1996년 재팬 풋볼 리그의 콘사돌레 삿포로로 이적했다. 1996년후 현역 은퇴.

## 지도자 경력
2013년부터 2014년까지 콘사돌레 삿포로에서 감독을 맡았다.